# Overclocked : Thérapie de choc
Overclocked : Thérapie de choc, aussi désigné sous le nom Overclocked, est un jeu vidéo d'aventure en pointer-et-cliquer développé par House of Tales (en), sorti en 2007 sur PC (Windows).

## Synopsis
Un homme enquête dans une île déserte concernant une série de personnes violentes issues de cette île.

## Accueil

### Critique
- Adventure Gamers : 4/5[3]

### Récompenses
En février 2009, le site Adventure Gamers a récompensé Overclocked en lui décernant le prix du jeu vidéo au « meilleur scénario » de l'année 2008, catégorie « drame ».